# Maite Maruri
Maite Maruri es una mezzosoprano nacida en Plencia (Vizcaya) el 28 de enero de 1979.

## Formación
Inició sus estudios musicales en el Conservatorio de Bilbao y, con 17 años, entró a formar parte del coro de la ABAO en la capital vasca.
Siguió su formación de canto en la Escuela Superior de Canto de Madrid con el profesor Ramón Regidor y en la Academia Filarmónica de Bolonia con Sergio Bertocchi y Paola Molinari. Allí participa en varios conciertos como alumna. Continuó su formación con Teresa Berganza, Fèlix Lavilla, y otros profesores como Sophie Koch o Didier Laclau-Barrere, especializándose en óperas de Rossini y Mozart, en Ópera Barroca y Música Española.

## Premios
En abril de 2007 obtiene el primer premio en el concurso Internacional de Canto Ciudad de Logroño.
Fue seleccionada para el Concurso de Canto «Operalia 2008» en Quebec, promovido por Plácido Domingo.

## Actuaciones
En 2008, destaca su participación en la Ópera Lucía de Lammermoor de Donizetti en el Teatro Pérez Galdós de Las Palmas representando el papel de Alisa, bajo la dirección artística de Emilio Sagi.
En 2009, actúa en el homenaje a Teresa Berganza celebrado en el Auditorio de Villaviciosa de Odón, en el Festival de cine de Medina del Campo, en la Iglesia de La Encarnación durante la Semana Grande de Bilbao y en el Homenaje a Alfredo Kraus en el Teatro Arriaga de Bilbao.
En 2010, actúa con el papel de Silvia en la ópera La isla deshabitada de Manuel del Pópulo Vicente García en el Teatro Arriaga, el Teatro de la Maestranza de Sevilla y el Palacio de Festivales de Santander.
Desde entonces ha actuado en varias óperas: Il viaggio a Reims, Werther y Suor Angelica en el Teatro Real de Madrid; Misa de la coronación de Mozart en el Palacio Euskalduna de Bilbao, bajo la batuta de Inma Shara con la Orquesta Sinfónica de Euskadi; El Barbero de Sevilla en el papel de Rosina y Norma con Edita Gruberová y Sophie Koch en el Teatro de la Ópera de Niza y la Sala Pleyel de París. Además, ha participado en diversos conciertos como el Recital de música española en el Festival de Verano de Toulouse y la Novena Sinfonía de Beethoven en el Auditorio Nacional de Madrid.